# Páginas da Vida
Páginas da Vida é uma telenovela brasileira produzida e exibida pela TV Globo de 10 de julho de 2006 a 2 de março de 2007, em 203 capítulos. Substituiu Belíssima e foi substituída por Paraíso Tropical, sendo a 68.ª "novela das oito" a ser transmitida pela emissora.
Teve a autoria de Manoel Carlos com colaboração de Fausto Galvão, Maria Carolina, Juliana Peres, Ângela Chaves e Daisy Chaves, teve a direção de Jayme Monjardim, Fabrício Mamberti, Teresa Lampreia, Frederico Mayrink e Luciano Sabino. A direção geral foi de Fabrício Mamberti e Jayme Monjardim, também diretor de núcleo.
Contou com Regina Duarte, Lília Cabral, Marcos Caruso, Fernanda Vasconcellos, Thiago Rodrigues, Ana Paula Arósio, Regiane Alves, Natália do Vale.

## Enredo

### Primeira fase
Em 2001, a estudante brasileira Nanda (Fernanda Vasconcellos) está fazendo um intercâmbio educacional em Amsterdam, Países Baixos, quando conhece o também estudante Léo (Thiago Rodrigues), por quem se apaixona. Paralelamente, a jovem conhece Olívia (Ana Paula Arósio), que está no país em lua de mel com o marido, Sílvio (Edson Celulari), e ambas acabam se tornando melhores amigas. Apaixonados, Nanda e Léo vivem juntos e felizes até a descoberta de que a jovem está grávida, deixando Léo desesperado, que sugere que ela faça um aborto por não querer assumir a responsabilidade paterna. Nanda recusa a proposta de Léo, e após inúmeras brigas, o jovem deixa uma quantia em dinheiro para a namorada e desaparece.
Abalada e sozinha em um país estrangeiro, contando com o apoio de Olívia e de seus amigos de intercâmbio Vinícius (Sidney Sampaio) e Sabrina (Leandra Leal), Nanda não consegue comunicar com sua família sobre a gravidez temendo a reação de sua mãe, Marta (Lília Cabral), uma mulher amargurada e fria. Com o avanço da gestação, Nanda não tem outra opção a não ser largar o intercâmbio dos sonhos e retornar ao Brasil, porém ao chegar em casa sem aviso prévio e com a notícia da gravidez, Marta se revolta e rejeita a filha. A situação fica mais delicada quando Nanda descobre está grávida de gêmeos, porém mesmo com a rejeição e desprezo da mãe, Nanda encontra o apoio incondicional do seu pai Alex (Marcos Caruso), que possui uma relação conturbada com Marta.
Após uma briga violenta com a mãe, Nanda vai embora de casa e é atropelada por um ônibus, sendo levada em estado grave para o hospital Santa Clara de Assis. Helena (Regina Duarte), médica obstetra bem-sucedida e conhecida por sua postura ética e generosa, atende Nanda e faz de tudo para salvar a vida da jovem e dos bebês. Após o parto dos gêmeos, e de passar por uma histerectomia devido a complicações, Nanda acaba por não resistir ao ferimentos e morre tragicamente, porém antes, revela à médica seu último desejo — que seus filhos se chamem Francisco e Clara. Ao ser contatada por Helena sobre a morte de Nanda, Marta descobre que sua neta Clara nasceu com síndrome de Down, e friamente, rejeita a criança e a-encaminha para a adoção, enquanto Francisco é levado para casa. Sem o conhecimento de Alex, Marta mente para a família afirmando que o menino sobreviveu, mas a menina não.
Helena acaba se afeiçoando a Clara, pois ela possui o mesmo nome de sua filha, que morreu alguns anos atrás, vítima de meningite, deixando Helena inconsolável. Em paralelo com a morte da filha, Helena enfrentava uma crise em seu casamento com Greg (José Mayer), um mulherengo que mantinha um caso extraconjugal com a ambiciosa Carmen (Natália do Vale), porém após o divórcio, Helena fica com os sentimentos balançados quando sua antiga paixão da juventude, o médio infectologista Diogo (Marcos Paulo), retorna ao Brasil após trabalhar com voluntário em países africanos. Helena decide entrar na disputa para adotá-la e consegue a guarda definitiva da criança perante a lei, passando a se dedicar integralmente à menina, mas esconde de Alex que sua neta está viva, temendo que a criança acabe caindo nas mãos de Marta.

### Segunda fase
Em 2006, cinco anos depois, Léo, agora um empresário rico e noivo da mimada e ciumenta Alice (Regiane Alves), fica sabendo da morte de Nanda através de Olívia, e arrependido por tê-la abandonado, decide lutar pela guarda de Francisco (Gabriel Kaufmann), criado por Marta, Alex e o tio Sérgio (Max Fercondini). Paralelamente, Clara (Joana Mocarzel) cresceu sob os cuidados de Helena, que luta de todas as maneiras contra o preconceito para que sua filha tenha uma vida de qualidade, porém com a chegada de Léo, Helena teme que a verdade sobre Clara seja descoberta. Com o apoio de Olívia, por quem se apaixona, Léo trava uma batalha judicial para ter a guarda de Francisco, se instaurando um conflito entre o jovem e Alex, que não quer entregar a criança, ao contrário de Marta que está disposta a abrir mão do neto visando a fortuna de Léo. Ao descobrir que Clara não morreu e está sendo criada por Helena, Léo também entra com uma ação judicial para conseguir a guarda da filha.

### Tramas paralelas
O casal Tide (Tarcísio Meira) e Lalinha (Glória Menezes) tiveram seis filhos — Olívia, Carmen, Leandro (Tato Gabus Mendes), Márcia (Helena Ranaldi), Elisa (Ana Botafogo) e Jorge (Thiago Lacerda) — e ambos cresceram em um lar repleto de amor e união. Após a morte de Lalinha, Tide passa a sofrer com a ausência da mulher e junto dos filhos realizam o sonho da matriarca em levar adiante o projeto da Casa de Cultura Amália Martins de Andrade (AMA), idealizada para a exposição de artes plásticas e visuais. Tônia Werneck (Sônia Braga), uma artista plástica brasileira que mora no exterior, é convidada por Olívia para fazer uma exposição de sua arte na inauguração do projeto, e durante sua passagem, Tide passa a se envolver romanticamente com a artista, ao mesmo tempo que Sílvio, ex-marido de Olívia, também se encanta por ela. Após uma paixão passageira por Tônia, Sílvio descobre-se apaixonado por Márcia, que ficou viúva do marido Gustavo (Antonio Calloni). Após um breve namoro com a estilista Simone (Christine Fernandes), Jorge acaba se encantando pela ingênua Thelma (Grazi Massafera), filha de Constância (Walderez de Barros), governanta da família Martins de Andrade. No entanto, Sandra (Danielle Winits), filha mais velha de Constância, teve um romance com Jorge na adolescência, por quem ainda é apaixonada. Ela é uma mulher ambiciosa, que sempre abominou a pobreza e sua classe social, passando por cima de tudo para conquistar uma vida luxuosa, incluindo se tornar amante de Greg, agora casado com Carmen.
A fotógrafa Isabel (Vivianne Pasmanter) sempre foi apaixonada por seu colega de trabalho Renato (Caco Ciocler), que também possui sentimentos pela colega, porém após seu casamento com Lívia (Ana Furtado), a família se muda para Londres e passa cinco anos fora do Brasil. Ao retornar ao país, Renato se reencontra com Isabel, porém ela recusa suas investidas por ele ainda ser casado, enquanto ele enfrenta uma crise por não se sentir realizado com o seu casamento. Anna (Deborah Evelyn) é uma bailarina frustrada que deposita sua realização pessoal na filha, Gisele (Pérola Faria), a quem obriga a estudar balé e manter uma dieta rígida para a jovem não engordar. A saúde de Gisele acaba se agravando quando ela desenvolve bulimia nervosa, porém ela encontra conforto ao conhecer Luciano (Rafael Almeida), seu novo vizinho, um pianista promissor que tem sua profissão desvalorizada pelo pai, Nestor (Zé Carlos Machado), que também critica a dedicação de sua mulher, a promotora Tereza (Renata Sorrah), pelo trabalho. Após o fim do casamento com Carmen, Bira (Eduardo Lago) acaba entrando em depressão e passa a descontar sua tristeza nas bebidas alcoólicas. Sua filha Marina (Marjorie Estiano) culpa a mãe pelo sofrimento do pai e decide abdicar de sua vida pessoal para cuidar do pai, prejudicando sua relação amorosa com seu primo Rafael (Pedro Neschling). Diogo e Irmã Lavínia (Letícia Sabatella), uma freira do hospital Santa Clara de Assis, passam a dar assistência médica a Gabriel (Miguel Lunardi), um paciente soropositivo. Quando o rapaz se apaixona pela freira, ela fica com os sentimentos balançados pois esconde que teve um filho com Diogo, Tiago (Pedro Jordão), que nunca soube quem era seu pai. O casal homossexual Marcelo (Thiago Picchi) e Rubinho (Fernando Eiras) pretendem adotar uma criança e constituir uma família, porém precisam enfrentar o preconceito e a homofobia para conseguir o direito a adoção. Verônica (Sílvia Salgado), irmã de Marta, é casada com o rico empresário Eliseu (Luciano Chirolli), porém quando descobre que sua filha Kelly (Sthefany Brito) está grávida de Fred (Duda Nagle), filho do jardineiro da família Martins de Andrade, Domingos (Joelson Medeiros), sua vida desmorona com os planos que tinha preparado para a filha. Já a médica obstetra Selma (Elisa Lucinda), melhor amiga de Helena, inicia um relacionamento com o enfermeiro Lucas (Paulo César Grande), porém o namoro não é aprovado por Angélica (Claudia Mauro), ex-esposa do enfermeiro que ainda possui esperanças de reatar o casamento, e sua filha Gabriela (Carolina Oliveira), uma menina mimada e arrogante que rejeita e despreza a madrasta por ser negra.

## Elenco
| Intérprete            | Personagem                                                |
| --------------------- | --------------------------------------------------------- |
| Regina Duarte         | Helena Camargo Varela                                     |
| Lília Cabral          | Marta Toledo Flores                                       |
| Fernanda Vasconcellos | Fernanda Toledo Flores (Nanda)                            |
| Thiago Rodrigues      | Leonardo Maia de Almeida (Léo)                            |
| Ana Paula Arósio      | Olívia Martins de Andrade                                 |
| Marcos Caruso         | Alex Flores                                               |
| Vivianne Pasmanter    | Isabel Fernandes                                          |
| Caco Ciocler          | Renato Marís                                              |
| Thiago Lacerda        | Jorge Martins de Andrade                                  |
| Christine Fernandes   | Simone Bueno                                              |
| Danielle Winits       | Sandra Ribeiro                                            |
| Regiane Alves         | Alice Miranda da Silveira                                 |
| Natália do Vale       | Carmem Martins de Andrade Rangel                          |
| José Mayer            | Gregório Rodrigues Lobo (Greg)                            |
| Marcos Paulo          | Diogo de Carvalho                                         |
| Tarcísio Meira        | Aristides Martins de Andrade (Tide)                       |
| Sônia Braga           | Tônia Werneck                                             |
| Edson Celulari        | Sílvio Duarte                                             |
| Helena Ranaldi        | Márcia Monteiro de Andrade                                |
| Renata Sorrah         | Tereza Junqueira Figueiredo                               |
| Zé Carlos Machado     | Nestor Junqueira Figueiredo                               |
| Deborah Evelyn        | Anna Maria Saraiva                                        |
| Ângelo Antônio        | Miroel Saraiva                                            |
| Letícia Sabatella     | Irmã Lavínia Resston                                      |
| Marly Bueno           | Irmã Maria (Irmã Má)                                      |
| Ana Furtado           | Lívia Ferreira Marís                                      |
| Eduardo Lago          | Ubirajara Rangel (Bira)                                   |
| Marjorie Estiano      | Marina Rangel                                             |
| Pedro Neschling       | Rafael Martins de Andrade (Rafa)                          |
| Grazi Massafera       | Thelma Ribeiro (Thelminha)                                |
| Walderez de Barros    | Constância Ribeiro                                        |
| Umberto Magnani       | José Ribeiro (Zé Ribeiro)                                 |
| Nathalia Timberg      | Hortência Miranda Arruda                                  |
| Elisa Lucinda         | Selma Araújo Santini                                      |
| Paulo César Grande    | Lucas Araújo Santini                                      |
| Cláudia Mauro         | Angélica Torres                                           |
| Tato Gabus Mendes     | Leandro Martins de Andrade                                |
| Louise Cardoso        | Diana Salles Martins de Andrade                           |
| Ana Botafogo          | Elisa Martins de Andrade Telles                           |
| Buza Ferraz           | Ivan Monteiro Telles                                      |
| Pérola Faria          | Gisele Saraiva                                            |
| Rafael Almeida        | Luciano Junqueira Figueiredo                              |
| Leandra Leal          | Sabrina Marcondes                                         |
| Sidney Sampaio        | Vinícius Pessoa                                           |
| Max Fercondini        | Sérgio Toledo Flores                                      |
| Sthefany Brito        | Kelly Toledo Mattos                                       |
| Duda Nagle            | Frederico Ribeiro (Fred)                                  |
| Fernando Eiras        | Dr. Rubens Bueno (Rubinho)                                |
| Thiago Picchi         | Marcelo Nascimento                                        |
| Ângela Leal           | Hilda Nascimento                                          |
| Xuxa Lopes            | Isabelita Ferreira (Belita)                               |
| Sílvia Salgado        | Verônica Toledo Mattos                                    |
| Luciano Chirolli      | Eliseu Mattos                                             |
| Luciele di Camargo    | Camila Vieira Sampaio                                     |
| Armando Babaioff      | Felipe Monteiro Telles                                    |
| Manuela do Monte      | Nina Pinheiro de Souza                                    |
| Jorge de Sá           | Salvador Camargo Varela                                   |
| Bete Mendes           | Irmã Natércia                                             |
| Selma Reis            | Irmã Zenaide                                              |
| Inez Viana            | Irmã Fátima                                               |
| Miguel Lunardi        | Gabriel                                                   |
| Lucci Ferreira        | Horácio Pasquim                                           |
| Lígia Cortez          | Cecília Pasquim                                           |
| André Frateschi       | Dorival Bocaiuvas                                         |
| Joelson Medeiros      | Domingos Ribeiro                                          |
| Narjara Turetta       | Inesita                                                   |
| Thalita Carauta       | Lídia                                                     |
| Zé Victor Castiel     | Machadão                                                  |
| Quitéria Chagas       | Dorinha                                                   |
| Carolina Bezerra      | Margareth                                                 |
| Carolina Oliveira     | Gabriela Torres Santini (Gabi)                            |
| Joana Mocarzel        | Clara Toledo de Almeida / Clara Camargo Varela (Clarinha) |
| Gabriel Kaufmann      | Francisco Toledo de Almeida / Francisco Toledo Flores     |
| Gabriel Lepsch        | Aristides Martins de Andrade Neto (Tidinho)               |
| Pedro Jordão          | Tiago de Carvalho                                         |
| Rafael Machado        | Guilherme Martins de Andrade                              |
| Thayane Campos        | Catarina Ferreira Marís                                   |
| Marcos Henrique       | Pinhão                                                    |

### Participações especiais
| Intérprete        | Personagem                          |
| ----------------- | ----------------------------------- |
| Glória Menezes    | Amália Martins de Andrade (Lalinha) |
| Antônio Calloni   | Gustavo Pinheiro de Sousa           |
| Eva Wilma         | Desembargadora Laura Torgano        |
| Walmor Chagas     | Juiz Alvarez                        |
| Alexandre Moreno  | Promotor Justino                    |
| Carolyna Aguiar   | Profª. Carla                        |
| Cláudia Borioni   | Prof. Laura                         |
| Georgiana Góes    | Prof. Norma                         |
| Daniela Galli     | Drª Marília                         |
| Roberto Frota     | Dr. Marco Aurélio                   |
| Bruno Padilha     | Dr. Saldanha                        |
| Henrique César    | Dr. Moretti                         |
| Rosana Garcia     | Drª Cláudia                         |
| Roberta Rodrigues | Paula                               |
| Susana Ribeiro    | Suzy                                |
| Sophie Charlotte  | Joyce                               |
| Nina Morena       | Vandinha                            |
| Luana Carvalho    | Lili                                |
| Hylka Maria       | Odete                               |
| Ana Carolina Dias | Maria Paula                         |
| Lú Mendonça       | Mônica                              |
| Mário Cardoso     | Gonzaga                             |
| Jonathan Azevedo  | Edson                               |
| Domingos Meira    | Ulisses                             |
| Tamara Taxman     | Dalva                               |
| Suzana Gonçalves  | Dirce                               |
| Raquel de Queiroz | Gisele (criança)                    |
| Janaína Ávila     | Lalinha (jovem)                     |
| Jéssica Golcci    | Dóris Duarte                        |
| Julia Carrera     | Drª Tatiana                         |
| Thiago Jordão     | Dr. Pedro                           |
| Sabrina Rosa      | Célia                               |

## Produção
As gravações da novela, que teve Amor x Casamento como título provisório, começaram em abril de 2006 em Amsterdam, nos Países Baixos.
Páginas da Vida foi primeira trama brasileira a mostrar uma cena de parto real. A atriz Júlia Carrera, que interpretava Tatiana, estava grávida de 37 semanas, dando à luz em 19 de dezembro de 2006. Foram utilizadas cinco câmeras para as filmagens, posteriormente foram fundidas com outras cenas que Regina Duarte gravou em estúdio.
O assalto e a queima do ônibus que matou a personagem Angélica (Cláudia Mauro) foi inspirada numa tragédia real, que aconteceu em dezembro de 2006 com um transporte da Viação Itapemirim que trafegava pela Avenida Brasil. As cenas foram ao ar no capítulo 199, exibido em 26 de fevereiro de 2007.

### Escolha do elenco
Renata Sorrah foi a primeira convidada para interpretar a antagonista Marta, porém a atriz pediu para a direção interpretar outro papel após a grande repercussão de sua antagonista Nazaré em Senhora do Destino, sendo transferida para o papel da promotora Tereza, enquanto a personagem ficou para Lilia Cabral. Priscila Fantin foi a primeira convidada para interpretar a mimada Alice, porém a atriz preferiu protagonizar a "novela das sete" Sete Pecados e Regiane Alves assumiu o papel, interpretando sua terceira antagonista em uma novela de Manoel Carlos, após Laços de Família e Mulheres Apaixonadas. Originalmente, Marcos Caruso interpretaria o advogado corrupto Nestor, e Zé Carlos Machado interpretaria o sofredor Alex, porém no início das gravações a direção decidiu trocar os dois atores de papel por acreditar que se enquadrariam melhor no perfil. Manoel Carlos desejava ter Lavínia Vlasak como a estilista Simone e Marcelo Serrado como o arquiteto Miroel, mas ambos preferiram protagonizar Prova de Amor, na RecordTV. Carolina Ferraz foi convidada na sequência, mas preferiu atuar na novela antecessora, Belíssima. A personagem ficou com Christine Fernandes, cujo trabalho na Record em Essas Mulheres, Maneco declarou ter gostado e decidiu "roubar" para sua trama, enquanto Miroel foi interpretado por Ângelo Antônio.
Maneco convenceu Sônia Braga a integrar a trama, afirmando que havia escrito a personagem Tônia especialmente para ela. Foi a primeira telenovela completa da atriz em 26 anos, desde 1980 Posteriormente a atriz revelou que ficou decepcionada com a pouca exposição e a falta de história de sua personagem. A partir de então, passou a se dedicar apenas a filmes internacionais e participações eventuais no Brasil.
Fernanda Vasconcellos originalmente ficaria apenas até 2 de agosto, quando sua personagem morria. Porém seu desempenho agradou ao autor, que estendeu a participação, deixando-a como um espírito protegendo os filhos. Grazi Massafera, ex-participante do Big Brother Brasil, foi especialmente convidada por Maneco para participar da novela. Esta foi a terceira vez que uma participante do reality show ingressou em uma telenovela, após Vanessa Pascale em Sabor da Paixão (2002) e Juliana Alves em Chocolate com Pimenta (2003). No entanto, a atuação de Grazi foi bastante criticada pelos jornalistas especializados, que a consideraram inexpressiva e sem carisma, além de outras atrizes da novela, como Natália do Valle e Leandra Leal, que se queixaram da dificuldade de gravar com ela pelos constantes erros e falta de texto decorado.
Foi a primeira personagem contemporânea da atriz Ana Paula Arósio. Anteriormente ela havia participado apenas de tramas de época como Terra Nostra e Esperança.

## Exibição

### Reprise
Foi reexibida na integra no Viva de 22 de novembro de 2021 a 15 de julho de 2022, substituindo Da Cor do Pecado e sendo substituída por Caminho das Índias, na faixa das 23h00, com reprises às 13h30 e maratona aos domingos de 18h às 23h. Anteriormente, a novela havia sido cotada para reexibição no Vale a Pena Ver de Novo em duas ocasiões: em 2011, substituindo O Clone, e em 2012, substituindo Mulheres de Areia. Ambas as tentativas foram vetadas pelo Ministério da Justiça.

### Exibição internacional
Páginas da Vida foi vendida para 66 países. A novela recebeu os títulos Pages of Life, em inglês, e Páginas de la Vida, em espanhol.
No Equador a Ecuavisa, que exibiu a trama, criou uma campanha para defender os direitos dos portadores de síndrome de Down, mobilizada pela história da personagem portadora Clara.

### Outras mídias
Em 15 de agosto de 2022, foi disponibilizada na íntegra pelo Globoplay, como parte do Projeto Resgate.

## Repercussão
No dia 13 de julho de 2006, a trama exibiu uma polêmica cena de striptease, protagonizada por Ana Paula Arósio e Edson Celulari, onde ela ficou nua. Por causa desta cena, o Ministério da Justiça ameaçou classificar a novela como imprópria para menores de 16 anos.
Outra grande polêmica envolvendo a novela ocorreu no fim do capítulo do dia 15 de julho de 2006, no qual foi exibido um depoimento dado pela babá Nelly dos Santos, de 68 anos, onde ela admitiu ter chegado ao orgasmo pela primeira vez aos 45 anos, após ter se masturbado ao som da música "O Côncavo e o Convexo", de Roberto Carlos. Por conta do tabu e da subsequente perda de emprego da babá, ela ameaçou processar a Rede Globo. O polêmico depoimento foi eliminado nesse mesmo capítulo durante a reprise no Viva em 2021.
Mães de meninas adolescentes entraram em contato com a Globo para reclamar de Giselle (Pérola Faria). Segundo elas a personagem, que também era adolescente, estimulava o sexo precoce às pessoas da mesma faixa etária. A solução encontrada foi mandar Luciano (Rafael Almeida), o namorado da personagem para uma viagem internacional.

### Audiência
| Horário              | # Eps. | Estreia             | Estreia           | Final              | Final           | Posição | Temporada   | Classificação geral |
| Horário              | # Eps. | Data                | Primeiro capítulo | Data               | Último capítulo | Posição | Temporada   | Classificação geral |
| -------------------- | ------ | ------------------- | ----------------- | ------------------ | --------------- | ------- | ----------- | ------------------- |
| Segunda—Sábado 20:55 | 203    | 10 de julho de 2006 | 50                | 3 de março de 2007 | 54              | #1      | 2006 - 2007 | 47                  |

Seu primeiro capítulo marcou média de 50 pontos.
Seu último capítulo marcou 54 pontos de média.
Teve média geral de 46,5 pontos. A média dos primeiros 60 capítulos registrou 48 pontos. A novela conseguiu 56 pontos de média, com 60 pontos de pico no capítulo apresentado no dia 7 de agosto de 2006, que apresentou o velório da personagem Nanda.

## Trilha sonora
A gravadora Som Livre lançou três álbuns da trilha sonora da novela Páginas da Vida: a nacional, a internacional, e lounge, todos lançados em 2006.
O tema de abertura da produção é a canção "Wave", de Tom Jobim. A trilha nacional conta com as vozes de Marisa Monte, Elba Ramalho, Caetano Veloso, Adriana Calcanhotto, Zeca Pagodinho, Tom Jobim, entre outros. Já a trilha sonora internacional conta com artistas como Coldplay, Corinne Bailey Rae, Richard Ashcroft, e outros.
Além das trilhas sonoras nacional e internacional, Páginas da Vida contou também com um terceiro álbum, intitulado Páginas da Vida - Lounge, contendo sucessos como "Samba da Benção", na voz de Bebel Gilberto, "La Piu Bella del Mondo", de Celso Fonseca e Ronaldo Bastos, e "Minha Saudade", de João Donato e Paulo Moura.

## Prêmios e Indicações
Prêmio APCA
- Melhor Atriz - Lília Cabral

Troféu Imprensa
- Melhor Novela (empate com Belíssima)
- Melhor Atriz - Lília Cabral
- Melhor Ator - Marcos Caruso
- Revelação do ano - Grazi Massafera

Emmy Internacional
- Melhor Atriz - Lília Cabral (Indicada)

Prêmio Contigo de TV
- Melhor Novela
- Melhor Autor - Manoel Carlos
- Melhor Atriz - Lília Cabral
- Melhor Atriz Coadjuvante - Danielle Winits
- Melhor Atriz Infantil - Joana Mocarzel
- Melhor Ator Infantil - Gabriel Kaufmann
- Atriz Revelação - Grazi Massafera

Prêmio Extra de Televisão
- Melhor Novela
- Melhor Atriz: Lília Cabral
- Melhor Atriz Revelação: Fernanda Vasconcellos[56]
- Melhor Tema de Novela: "Se quiser", Tânia Mara
- Melhor Ator/Atriz Mirim: Joana Mocarzel

Melhores do Ano - Minha Novela
- Melhor Novela
- Melhor Atriz Coadjuvante - Marjorie Estiano
- Melhor Atriz Infantil - Joana Mocarzel
- A Mais Gostosa - Grazi Massafera

Prêmio TV Press
- Melhor atriz: Lília Cabral
- Atriz revelação: Pérola Faria
- Melhor diretor: Jayme Monjardim

Prêmio Arte Qualidade Brasil
- Melhor Atriz Revelação - Grazi Massafera

Melhores do Ano - Domingão do Faustão
2006
- Música de Novela - Se Quiser, Tânia Mara

2007
- Melhor Atriz Revelação - Grazi Massafera